# Anton Kreuzer (Fußballspieler)
Anton „Fritz“ Kreuzer, auch Anton Kreutzer (* 1895; † nach 1928)
war ein österreichischer Fußballspieler. Der in Sturm und Mittelfeld eingesetzte Kreuzer gewann 1922 mit dem Wiener Associationfootball-Club den Pokal von Österreich. In Italien spielte er für Torino FC und AC Neapel. Bei den Neapolitanern ist er auch der erste Trainer der Vereinsgeschichte.

## Werdegang
Anton Kreuzer trat erstmals im März 1921 in der ersten Liga als Spieler des Wiener AF in Erscheinung. Bis 1924 spielte er insgesamt 52-mal – anfänglich auf dem rechten Flügel und ab 1923 als rechter Läufer – in Ligakämpfen für die Hütteldorfer und erzielte dabei sechs Treffer.
Größter Erfolg war der Gewinn des österreichischen Pokals 1922, als der WAF auf der Hohen Warte vor 10.000 Zusehern nach 0:1-Rückstand den Wiener Amateur SV, der 1926 in FK Austria Wien umbenannt wurde, mit 2:1 besiegte. Gleich zu Anfang des Spiels erzielte Kreuzer beinahe das 1:0. Nach seinem Schuss hatten einige Beobachter den Eindruck, dass der Amateure-Tormann den Ball bei seiner Abwehr kurz hinter die Torlinie verbrachte. Zu den bekanntesten Mitstreitern Kreuzers gehörten dabei Torwart Otto Janczik, Maximilian Gold und Adolf „Adi“ Fischera, der große Star des WAF.
Im Juni 1923 reiste er mit der österreichischen Nationalmannschaft mit zum Länderspiel nach Schweden, kam dort aber beim Spiel gegen die Gastgeber nicht zum Einsatz. Er konnte sich aber mit einer Teilnahme und einem Treffer beim 4:2-Sieg in einem inoffiziellen Spiel gegen eine westschwedische Auswahl trösten.
Nachdem der WAF in den Jahren zuvor in der Liga unbedeutende Plätze im Mittelfeld der Tabelle belegte, befand er sich zum Ende der Saison 1923/24 mit nur sieben Punkten aus 22 Spielen abgeschlagen auf dem letzten Tabellenplatz. Mit dem daraus resultierenden Abstieg begann für den Verein ein nachhaltiger Niedergang. Wichtige Spieler verließen den Verein; Tormann Otto Janczik zog es beispielsweise zum SK Rapid Wien, die Offensivspieler Anton Powolny, der zu AC Reggiana wechselte, und Anton Kreuzer, zum Torino FC, suchten ihr Glück als Legionäre in Italien.
Kreuzer traf dabei in Turin auf zwei weitere Österreicher: Karl Stürmer, vormaliger Spieler beim Wiener AC und dem First Vienna FC, 1915 als Trainer Meister mit dem WAC, betreute nunmehr Torino und Heinrich Schönfeld, vormals beim SpC Rudolfshügel, seit 1923 bei Torino, war amtierender italienischer Torschützenkönig. Im Allgemeinen waren österreichische Spieler und Trainer in jener Zeit sehr beliebt in Italien. Unter den Trainern ragten beispielsweise Hermann Felsner und Anton „Toni“ Cargnelli heraus, die vier bzw. zwei Meisterschaften und ein bzw. zweimal den Italienischen Pokal gewannen.
Weihnachten reiste Rapid aus Wien zu einem Freundschaftsspiel nach Turin. In einem Vorbericht meinte das Wiener Sport-Tagblatt: „Heuer spielt dort Kreuzer. Er ist der eigentliche Star der Mannschaft, und das lässt annehmen, dass Rapid siegreich bleiben wird, denn in der Hütteldorfer Mannschaft gibt es doch einige Leute, die den gewiss tüchtigen Kreuzer überragen oder ihm zumindest ebenbürtig sind.“ Rapid gewann die Partie mit 5:2.
Die Zeit Kreuzers bei Torino war nicht außerordentlich erfolgreich. In der zweigeteilten Ersten Division Nord nahm Torino einmal den sechsten und einmal den zweiten Rang unter zwölf Teilnehmern ein, was jeweils nicht zu den Ausscheidungsspielen um die nationale Meisterschaft qualifizierte. Kreuzer war Stammspieler und kam insgesamt 39-mal zum Einsatz. In jeder seiner beiden Spielzeiten beim Verein erzielte er jeweils ein Tor.
Zur Saison 1926/27 wechselte er als Spielertrainer zum gerade aus einer Fusion des Naples Foot-Ball Club mit Foot-Ball Club Internazionale-Naples, auch oft kurz als Internaples referenziert, hervorgegangenen Associazione Calcio Napoli, dem heutigen SSC Neapel. Sein Jahr dort war allerdings wenig erfolgreich. In 18 Spielen kamen die Neapolitaner gerade einmal auf ein einziges Unentschieden und wurde so abgeschlagener Tabellenletzter. Kreuzer nahm an allen Spielen teil und erzielte zwei der sieben Treffer Neapels. Nach Ende der Saison kehrte Kreuzer nach Wien zurück.
Ab dem Frühjahr 1928 war Kreuzer beim deutsch-böhmischen Verein DSV Saaz tätig, mit dem er mehrfach Gruppenmeister im Nordwestgau wurde.

## Stationen
- bis 1924: Wiener AF
- 1924 bis 1926: Torino FC
- 1926 bis 1927: SSC Neapel (Spielertrainer)
- ab 1928: DSV Saaz